# 有明 (春雨型駆逐艦)
有明（ありあけ）は、大日本帝国海軍の駆逐艦で、春雨型駆逐艦の5番艦である。同名艦に初春型駆逐艦の「有明」があるため、こちらは「有明 (初代)」や「有明I」などと表記される。

## 艦歴
1905年3月24日、横須賀造船廠で竣工し、軍艦に編入され駆逐艦に類別。
日本海海戦では第1艦隊第1駆逐隊に所属して参加。その後、樺太の戦いにも参加した。
1924年12月1日、除籍。翌年4月10日、廃船認許。同年11月12日、内務省に移管、東京水上警察署取締船となる。ただし大きな船体と起動に手間どる蒸気機関を持て余し、船齢20年以上という老朽船だったこともあって、わずか1年で廃船になった。なお2008年現在に至るも、同船は警察用船舶としては最大の記録を維持している。

## 艦長
※『日本海軍史』第9巻・第10巻の「将官履歴」及び『官報』に基づく。
艦長
- 九津見雅雄 少佐：1905年1月27日 - 1905年8月5日

駆逐艦長
- 田中芳三郎 少佐：1905年12月12日 - 1906年10月11日
- 河合退蔵 大尉：1906年10月11日 - 1907年7月1日
- （兼）前川義一 大尉：1907年7月1日 - 9月3日
- 鎮目豊重 大尉：1907年9月3日 - 1909年2月20日
- 奥井茂 大尉：1909年2月20日 - 12月1日
- 野島新之丞 大尉：1909年12月1日 - 1910年12月13日
- （兼）日高寛 大尉：1910年12月13日 - 1911年4月28日
- 鹿野弘 大尉：1911年4月28日 - 1913年11月18日
- 福岡成一 大尉：1913年11月18日 - 不詳
- 山崎圭二 少佐：不詳 - 1916年8月1日
- 公家種次 大尉：1916年8月1日 - 1917年6月1日
- 千谷定衛 大尉：1917年6月1日 - 1918年12月1日
- 山本弘毅 大尉：1918年12月1日 - 1919年12月1日
- 郷田喜一郎 少佐：1919年12月1日[8] - 1920年6月1日[9]
- 川上壮雄 大尉：1920年6月1日[9] - 1921年11月10日[10]
- 山縣武（正郷） 大尉：1921年11月10日 - 1922年12月1日
- 清水他喜雄 大尉：1922年12月1日[11] - 1924年5月10日[12]
- 森友一 大尉：1924年5月10日 - 1924年12月1日